# Gola (Bardiya)
Gola (nep. गोला) – gaun wikas samiti w zachodniej części Nepalu w strefie Bheri w dystrykcie Bardiya. Według nepalskiego spisu powszechnego z 2001 roku liczył on 918 gospodarstw domowych i 6679 mieszkańców (3386 kobiet i 3293 mężczyzn).